# Echinopodium lanei
Echinopodium lanei är en tvåvingeart som beskrevs av Duret 1974. Echinopodium lanei ingår i släktet Echinopodium och familjen svampmyggor. Inga underarter finns listade i Catalogue of Life.